# طريقة شو-فسمان
طريقة شو- فسمان طريقة شو- فسمان   هي تقنية تجريبية للتنبؤ بالهياكل الثلاثية في البروتينات , والتي طورت بالاصل من قبل تشو وفسمان في عام 1970 ميلادي. تعتمد الطريقة على تحليلات الترددات النسبية لكل حمض أميني في اللوالب ألفا وصفائح  بيتا والمنعطفات استنادًا إلى تراكيب بروتينية معروفة تم حلها باستخدام البلورات بالأشعة السينية. من هذه الترددات تم اشتقاق مجموعة من المؤشرات  الاحتمالية لمظهر كل حمض أميني في كل نوع من التركيب الثانوي، وتستخدم هذه المؤشرات للتنبؤ باحتمال أن يكون تسلسل معين من الأحماض الأمينية يشكل حلزونًا، أو شريط بيتا، أو دورة بروتين. وتبلغ دقة هذه الطريقة حوالي 50-60٪ في تحديد الهياكل الثانوية الصحيحة، وهي أقل دقة من التقنيات الحديثة القائمة على التعلم الآلي.

## نزوح أو ميولالأحماض الأمينية
وقد وجدت مؤشرات تشو - فاسمان الأصلية بعض الاتجاهات القوية بين الأحماض الأمينية الفردية لتفضيل نوع واحد من الهياكل الثانوية على غيرها. تم تحديد الألانين والغلوتين والكلين وميثيونين كشكليات هيلين، بينما يُحدد البرولين والجلايسين، بسبب خصائص المطابقة الفريدة لروابط الببتيد الخاصة بهم، وغالبا ما يكون حلزوني.
وقد اشتقت المؤشرات  الأصلية من عينة صغيرة جدا وغير تمثيلية من هياكل البروتين بسبب قلة عدد هذه الهياكل التي كانت معروفة وقت عملها الأصلي. وقد تبين منذ ذلك الحين أن هذه المؤشرات الأصلية غير موثوق بها وتم تحديثها من مجموعة بيانات حالية، بالإضافة إلى تعديلات على الخوارزمية الأولية.
تأخذ طريقة تشو-فسمان  في الاعتبار فقط احتمال ظهور كل حمض أميني فردي في شكل لولب أو خيط أو منعطف. وعلى عكس طريقة «الغور» الأكثر تعقيدا، فإنها لا تعكس الاحتمالات المشروطة لحمض أميني لتكوين هيكل ثانوي معين لأن جيرانه يمتلكون بالفعل ذلك الهيكل. وهذا الافتقار يزيد من كفاءته الحسابية ولكنه يقلل من دقتها، نظرًا لأن نزعات الأحماض الأمينية الفردية غالبًا ما لا تكون قوية بما يكفي لتقديم تنبؤ نهائي.

## الخوارزمية
تتنبأ طريقة تشو-فسمان  بالمسامير والخيوط بطريقة مماثلة، تبحث أولاً خطياً من خلال التسلسل لمنطقة «التنوي» ذات احتمالية عالية من اللولب أو الضفيرة ثم تمتد المنطقة حتى نافذة لاحقة من أربعة بقايا تحمل احتمال أقل من 1. كما هو موضح في المصدر، كانت أربعة من أصل ستة أحماض أمينية متجاورة كافية لتلوي اللولب، وثلاثة من أي خمسة متجاورة كانت كافية لشريط. حدود احتمال الأصبعتين الحلزونية والنواة الخصلة ثابتة ولكنها غير متساوية بالضرورة؛ تم تعيين 1.03 في الأصل كقطع لولبي و1.00 لقطع السلسلة.
يتم تقييم الانعطافات أيضًا في نوافذ ذات أربع بقايا، ولكن يتم حسابها باستخدام إجراء متعدد الخطوات لأن العديد من مناطق الانعطافات تحتوي على أحماض أمينية يمكن أن تظهر أيضًا في مناطق الحلزون أو الصفائح. تحتوي المنعطفات الأربعة على أحماض أمينية مميزة خاصة بها؛ البرولين والجليسين كلاهما شائعان بالتناوب. لا يتم توقع الدوران إلا إذا كان احتمال الدور أكبر من احتمالات اللولب أو الشريط  وقيمة الاحتمال استنادًا إلى مواقع أحماض أمينية معينة في المنعطف تتجاوز الحد المحدد مسبقا.
يتم تحديد احتمال الانعطاف على النحو التالي:
حيث j هو موضع الأحماض الأمينية في نافذة البقايا الأربعة. إذا تجاوز p(t) قيمة القطع التحكمي (7.5e – 3 في الأصل) ، فإن متوسط p (j) يتجاوز 1، و p (t) يتجاوز احتمالية اللولب ألفا شريط  بيتا لتلك النافذة، ثم ومن المتوقع بدوره. إذا تم مقابلة حالة من الحالتين   لكن احتمال وجود شريط بيتا p (b) يتجاوز p (t) ، فسيتم توقع الورقة بدلاً من ذلك.